# 네틸링호

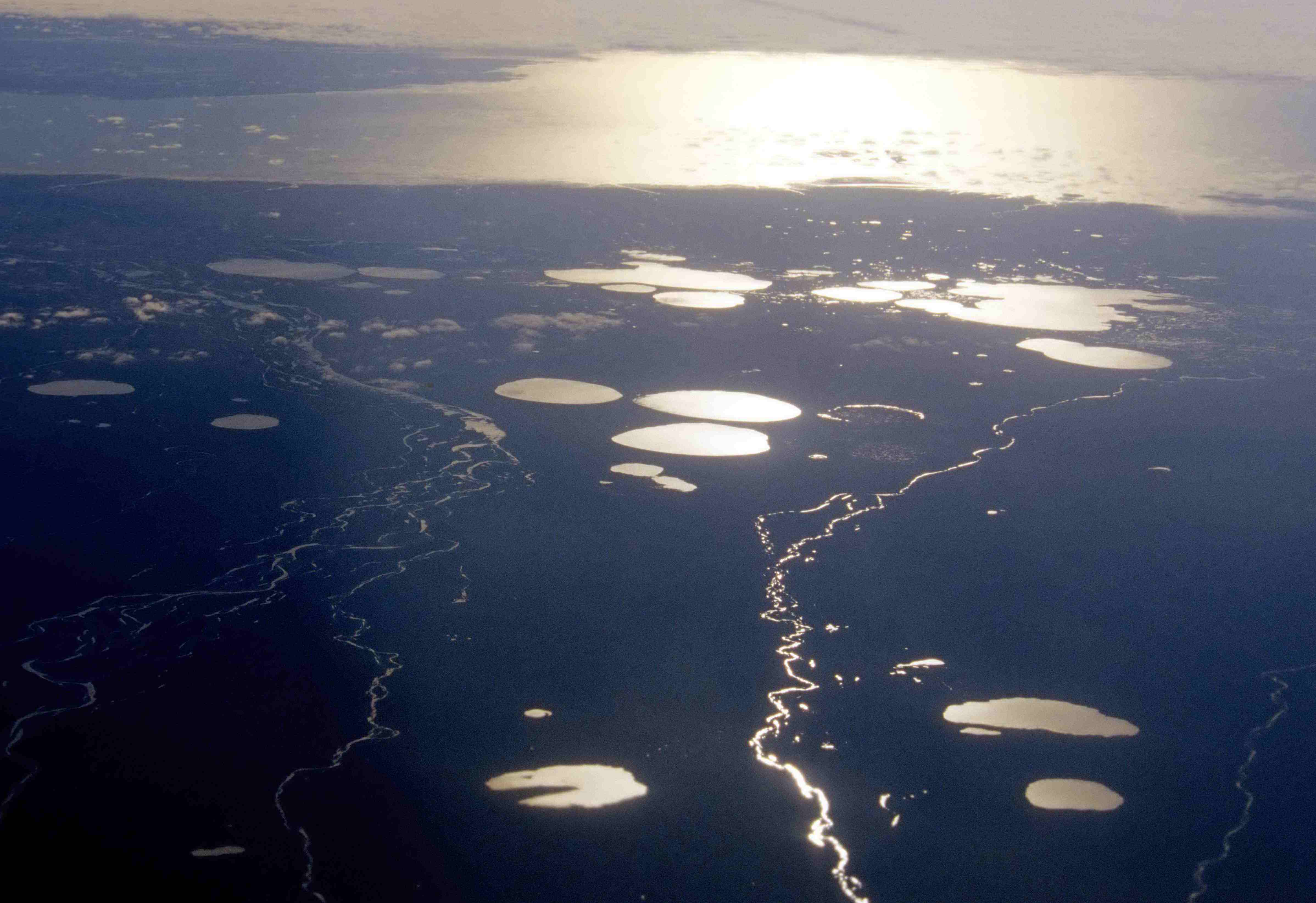
Great Koukdjuak Plains and Nettilling Lake (2002)

네틸링호(Nettilling Lake)는 캐나다 누나부트 준주 배핀섬에 위치한 담수호로 섬에 위치한 호수로는 세계에서 가장 넓으며 캐나다에서 11번 째로 넓은 호수다. 북극권 경계선이 네틸링호를 경과한다. 명칭은 성장한 고리무늬물범을 뜻하는 이누이트어에서 유래했다. 호수의 동쪽엔 작은 섬들이 많이 있으며 수심이 깊은 서쪽엔 섬이 없으며 거의 1년 내내 얼어 있다. 고리무늬물범, 북극민물송어, 청가시고기, 큰가시고기가 서식한다.